# III. Gergely moldvai fejedelem
III. Gergely (románul: Grigore Alexandru Ghica; 1724 – Jászvásár, 1777. október 1.) két alkalommal Moldvában (1764–67, 1774–17), egy alkalommal Havasalföldön volt fejedelem (1768–69).

## Élete
Kevés adat maradt fenn róla az utókor számára. Csakúgy, mint a korszak többi fejedelme ő maga is fanarióta volt. Anyja Elenei Evraghioti, apja Alexandru Matei Ghica, aki tizenöt éven át török tolmácsként (dragoman) állt a Porta szolgálatában. Nagybátyja II. Grigore Ghica moldvai és havasalföldi fejedelem.
1757-ben unokatestvére, Scarlat foglalta el a trónt, és Gergelyt kinevezte udvarnaggyá, majd konstantinápolyi követé. Egy évvel később, 1758 augusztusában apja jó barátja, Mehmed pasa jóvoltából udvari tolmáccsá nevezték ki. A szultán 1764-ben Moldva fejedelmi trónjára ültette, ahonnan három évvel később elmozdította. Fejedelemsége alatt szabályozta a jobbágyterheket és a gazdaságot posztómanufaktúrák alapításával igyekezett fejleszteni. Birtokán, Chipereștiben előbb posztógyárat alapított, majd a település székesegyháza mellé – az átalakított oktatási rendszer szellemében – iskolát építtetett. 1768 októberében a Porta hadat üzent Oroszországnak, Gergelyt pedig Havasalföld trónjára emelte. Uralma rövid életűnek bizonyult az oroszok és a törökök közötti manőverezések közepette.
A kücsük-kajnardzsi békét követően 1774 szeptemberében visszahelyezik Moldva fejedelmi trónjára, bár a szultáni parancs csak október 9-én érkezett meg Jászvásárra. 1775-ben nem tudta megakadályozni, hogy az osztrák–török békeszerződés értelmében Bukovina a Habsburg Birodalom birtokába kerüljön. Mivel ez ügyben kapcsolatba lépett Oroszországgal, török utasításra elfogták és Jászvásáron kivégezték. Feleségét és lányait Isztambulba hurcolták, míg a fejedelem levágott fejét a szultáni udvarba vitték.
Holtteste a Szent Szpiridon-székesegyházban található, Jászvásáron.